# Necrobiopsis tasmanicus
Necrobiopsis tasmanicus es una especie de coleóptero de la familia Trogossitidae.

## Distribución geográfica
Habita en Tasmania (Australia).